# Pašman (eiland)
Pašman is een eiland gelegen in de Adriatische Zee, behorend tot de Zadar archipel en ligt ten zuidoosten van het eiland Ugljan, gescheiden door de nauwe zeestraat Zdrelac. Het eiland behoort tot Kroatië.
De oppervlakte van het eiland is 56,9 km² (lengte 21.1 km en breedte max. 4.1 km). Het eiland heeft 3349 inwoners. De hoogste top van het eiland bedraagt 272 meter (de berg Bokolj). Het westen van het eiland kent kalksteen, het oosten heeft een smalle strook aan zanderige afzetting.
Er zijn elf dorpen op Pašman van Zuidoost tot Noordwest: Tkon, Ugrinić, Kraj, Pašman, Mali Pašman, Barotul, Mrljane, Neviđane, Dobropoljana, Banj, Ždrelac, met ongeveer 2800 inwoners. Er vaart een ferry vanaf Zadar en een vanuit Biograd.